# Rabelo

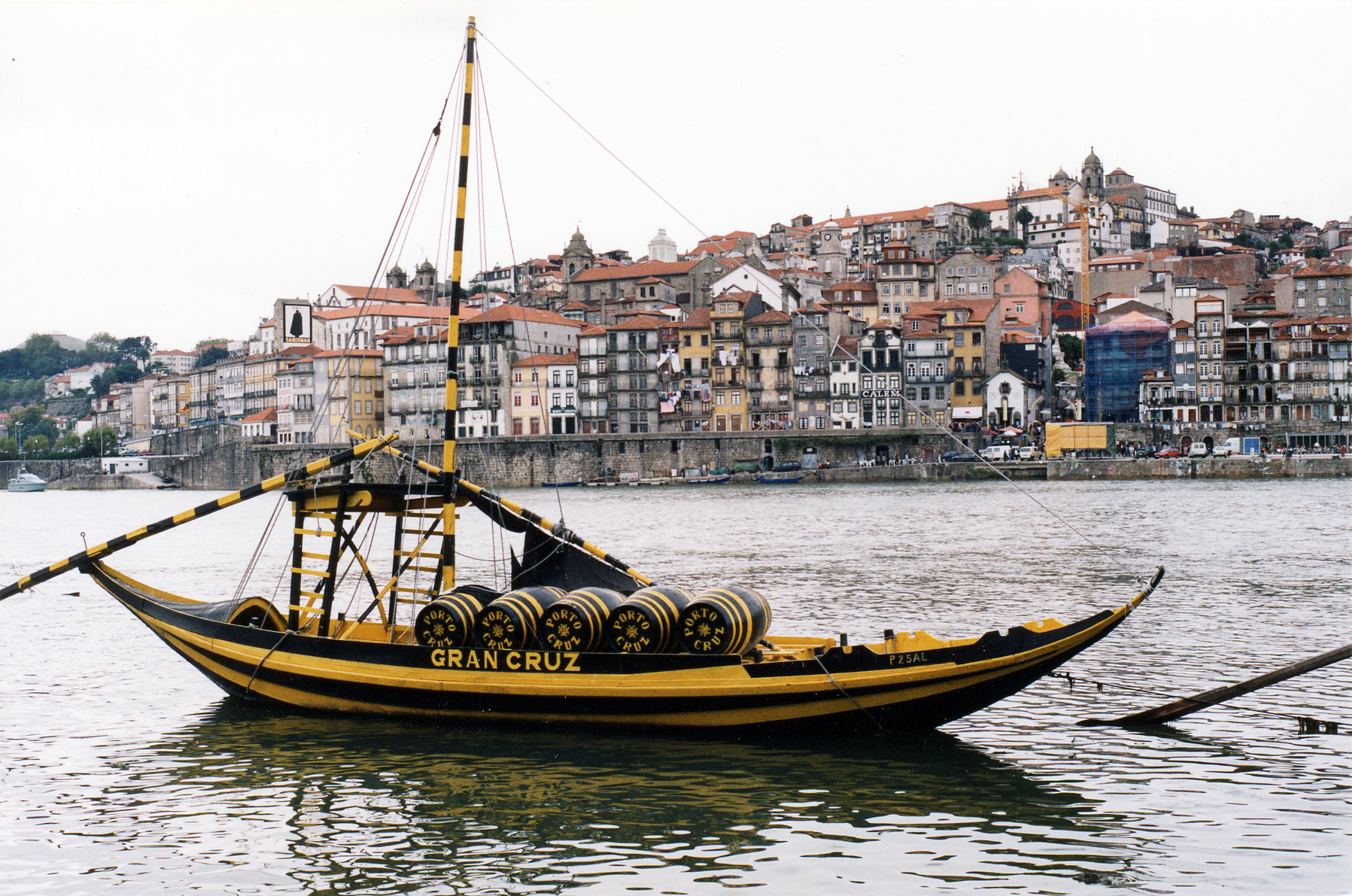
Rabelo auf dem Rio Douro

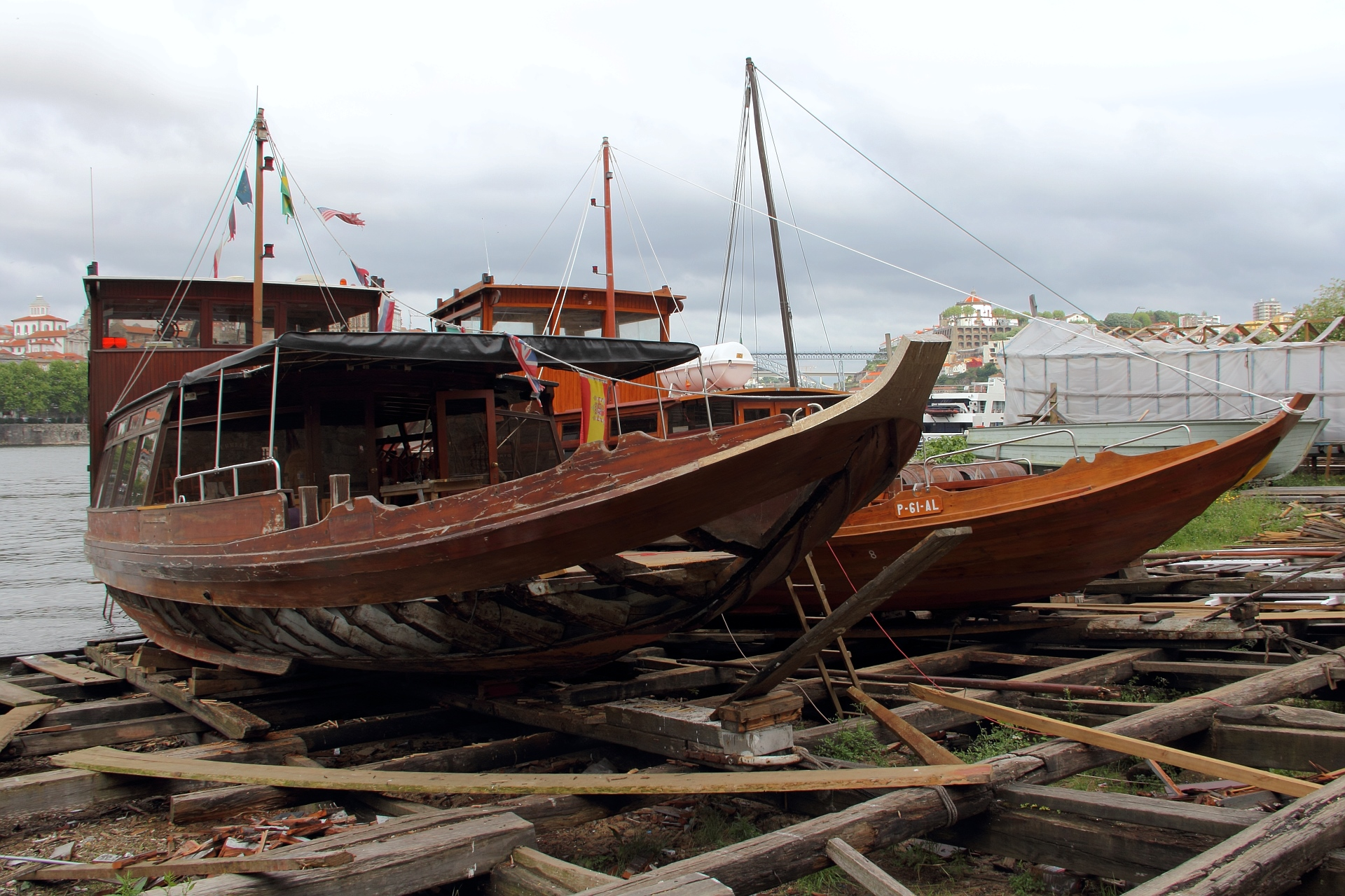
Rabelo-Werft in Vila Nova de Gaia.

Rabelo ist der Name eines Bootstyps, der in Portugal zum Transport von Weinfässern verwendet wurde. Dabei fuhren die Boote vom Anbaugebiet am oberen Douro zu den Produktionsstätten des Portweins in Porto und Vila Nova de Gaia. Meistens trieben die Rabelos nur mit der Flussströmung, gesegelt wurde selten. Flussaufwärts wurden die Boote meistens getreidelt.
Heutzutage haben die Boote ihre eigentliche Bestimmung verloren und nur noch touristischen Charakter. Sie liegen entweder vor den Portweinkellereien, beidseitig des Douro oder nehmen an historischen Regatten teil. Einige sind für Rundfahrten auf dem Douro um oder neu gebaut worden.